# Aprata thwaitesi
Aprata thwaitesi är en fjärilsart som beskrevs av Moore 1883. Aprata thwaitesi ingår i släktet Aprata och familjen säckspinnare. Inga underarter finns listade i Catalogue of Life.